# Wotton-under-Edge
Wotton-under-Edge(pronunțat [wootːn]) este un oraș în comitatul Gloucestershire, regiunea South West, Anglia. Orașul se află în districtul Stroud.
1. ↑  Hărți Google